# Duurzaam bankieren
Duurzaam bankieren (ook wel ethisch bankieren genoemd) houdt een vorm van bankieren in waarbij expliciet aandacht wordt gegeven aan milieu en sociale gevolgen van investeringen en leningen. Winstmogelijkheid is bij duurzame banken niet het enige criterium om financiële overeenkomsten aan te gaan en bepaalde investeringen worden benadrukt (bijvoorbeeld culturele instellingen) dan wel uitgesloten (bijvoorbeeld wapenhandel, gentechnologie).
Vaak worden leningen aangeboden aan marktpartijen die bij "gewone" banken niet gefinancierd zouden worden. Een voorbeeld hiervan zijn de zogenaamde microkredieten, die als opstartkapitaal worden verleend aan kleine zelfstandigen.
Voorbeelden van banken die duurzaam genoemd worden in Nederland en België zijn de Triodos Bank en de ASN Bank. In Nederland scoort ASN Bank het hoogst op vrijwel alle criteria van de Eerlijke Geldwijzer. In de Belgische BankWijzer scoort Triodos Bank het hoogst op vrijwel alle criteria. Deze rankings meten de duurzaamheid van banken volgens voorafbepaalde criteria, waaronder: transparantie, klimaatverandering, wapenhandel, dierenwelzijn, mensenrechten, corruptie, belasting- en bonusbeleid, arbeidsrechten en natuurbeleid. Het doel van dit initiatief is om de consument te informeren over het investeringsbeleid van hun bank op ethische, maatschappelijke en milieuthema's.